# Malacoptila rufa
El buco cuellirrojo o bolio de cuello rojo (Malacoptila rufa) es una especie de ave de la familia Bucconidae.

## Hábitat y distribución
Su hábitat natural son los bosques húmedos de tierras bajas del suroeste de la Amazonia. Se encuentra en Bolivia, Brasil y Perú. Aunque su población no ha sido cuantificada, se considera bastante común.

## Descripción
Mide 18 cm de longitud. Pico negruzco, oscuro en la punta con base gris; área loreal y anillo nucal color ferrugíneo brillante; píleo y lados de la cabeza gris pizarra; el resto de las partes superiores color marrón con pintas negruzcas y rufas; mentón y garganta color castaño rufo; presenta una banda blanca en la parte superior del pecho, con el resto del pecho parduzco a castaño y el vientre canela a blancuzco.

## Alimentación
Se alimenta de artrópodos y pequeños vertebrados.

## Reproducción
Construye el  nido en una galería de aproximadamente 50 cm de profundidad en barrancos o suelos accidentados, con una cámara incubadora forrada con material vegetal seco. La hembra pone 2 a 3 huevos blancos y brillantes.